# الملاك الأزرق (رواية)
الملاك الأزرق (بالإنجليزية: Blue Angel)‏ هي رواية للكاتبة الأمريكية فرانسين بروز، ونشرت في عام 2000.  وهو العمل العاشر المنشور للكاتبة. وتستخدم الكاتبة في هذه الرواية الهجاء كنوع أدبي لنقد ظاهرة التحرش داخل الجامعات.

## ملخص القصة
تدور الرواية حول العلاقة المعقدة بين تيد – أستاذ اللغة الإنجليزية البالغ من العمر 47 عامًا – وطالبته أنجيلا، والتي تتطور لتصبح تحرشاً جنسياً. وتتناول الرواية تلك الرواية كنقد ساخر لما يحدث أحيانا في الجامعات من تحرش جنسي.